# Institut d'architecture du Japon
L'Institut d'architecture du Japon (日本建築学会, Nihon kenchiku Gakkai) est une organisation japonaise pour les architectes, ingénieurs de construction et chercheurs en architecture.
L'institut est fondé en 1886 comme un institut pour les architectes. Il est rebaptisé Institut d'architecture en 1905 et reçoit son nom actuel en 1947.
Aujourd'hui, l'institut compte environ 38 000 membres. Sa mission est de faire progresser la science et la technique de l'architecture grâce à la collaboration mutuelle de ses membres. Elle parraine environ 600 sous-comités et groupes de travail réunis dans 16 comités permanents de recherche. Le bureau central et la bibliothèque de l'Institut se trouvent à Tokyo avec neuf sections régionales (Hokkaido, Tohoku, Kanto, Tokai, Hokuriku, Kinki, Chugoku, Shikoku et Kyushu).
L'institut publie le Journal of Architecture and Building Science, Transactions of AIJ, Selected Architectural Designs of the Architectural Institute of Japan, le AIJ Journal of Technology and Design, Summaries of Technical Papers of Annual Convention, le Journal of Asian Architecture and Building Engineering (JAABE), and technical standards and specifications for the architectural design and construction professions. Il publie également les résultats des recherches de comités d'études, des dictionnaires terminologiques, des manuels, des diapositives, des vidéos et des livres pour le grand public.
Les prix décernés par l'Institut pour l'accomplissement individuel, les réalisations et la recherche sont parmi les plus prestigieux de la profession.

## Source de la traduction
- (en) Cet article est partiellement ou en totalité issu de l’article de Wikipédia en anglais intitulé « Architectural Institute of Japan » (voir la liste des auteurs).

- Cette image et sa référence, est issue de l'article Wikipédia en japonais intitulé : 日本建築学会.